# Talavera, Nueva Ecija
Talavera là một đô thị hạng 1 ở tỉnh Nueva Ecija, Philippines. Theo điều tra dân số năm 2007, đô thị này có dân số 105.122 người trong 19.526 hộ.
Các đô thị giáp ranh: Thành phố Cabanatuan và Sto. Domingo.

## Barangay
Talavera được chia thành 53 barangay.
| - Andal Alino (Pob.) - Bagong Sikat - Bagong Silang - Bakal I - Bakal II - Bakal III - Sto. Niño - Bantug - Bantug Hacienda - Basang Hamog - Bugtong na Buli - Bulac - Burnay - Calipahan - Campos - Casulucan Este - Collado - Dimasalang Norte | - Dimasalang Sur - Dinarayat - Esguerra District (Pob.) - Gulod - Homestead I - Homestead II - Cabubulaonan - Caaniplahan - Caputican - Kinalanguyan - La Torre - Lomboy - Mabuhay - Maestrang Kikay (Pob.) - Mamandil - Marcos District (Pob.) - Purok Matias (Pob.) - Matingkis | - Mabuhay - Minabuyoc - Pag-asa (Pob.) - Paludpod - Pantoc Bulac - Pinagpanaan - Poblacion Sur - Pula - Pulong San Miguel (Pob.) - Sampaloc - San Miguel na Munti - San Pascual - San Ricardo - Sibul - Sicsican Matanda - Tabacao - Tagaytay - Valle |